# Anatol Minkowski
Anatol Witold Minkowski (ur. 22 stycznia 1892 w Carskim Siole, zm. 17 lub 18 września 1939) – podpułkownik piechoty Wojska Polskiego, działacz społeczny, przewodniczący Ogólnopolskiego Komitetu Pożyczki Narodowej, dyrektor Polskiego Instytutu Rozrachunkowego w latach 1937–1939.

## Wczesne lata i służba w Legionach Polskich
Uczęszczał do rosyjskiego gimnazjum realnego w Warszawie. Był jednym z uczestników strajku szkolnego w 1905. Z tego powodu musiał kontynuować edukację w II Gimnazjum Realnym w Krakowie, gdzie zdał maturę w 1909. Studiował na Politechnice Monachijskiej na wydziale mechanicznym, a następnie architekturę. W tym czasie sprawował funkcję prezesa Bratniej Pomocy polskich studentów na tej uczelni.
Od 1 września 1914 służył w Legionach Polskich, do których zgłosił się na ochotnika. Trafił do II batalionu 2 pułku piechoty Legionów Polskich. 19 listopada 1914 został awansowany na chorążego piechoty, obejmując dowództwo nad plutonem w 7 kompanii, a potem 5 kompanii II batalionu. Potem w 9 kompanii III batalionu 4 pułku piechoty Legionów Polskich. Ranny pod Czartoryskiem w listopadzie 1915, na rekonwalescencji. Do pułku wrócił w lutym 1916. Kolejny awans nastąpił 28 kwietnia 1916 – został podporucznikiem piechoty, a 1 listopada 1916 mianowano go na stopień porucznika piechoty. Następnie na Kursie Wyszkolenia nr 2 w Ostrowi Mazowieckiej (wiosna 1917). W wyniku kryzysu przysięgowego internowany w obozie w Beniaminowie (od 27 lipca 1917), a w końcu zwolniony ze służby w Legionach Polskich. Był członkiem Polskiej Organizacji Wojskowej i służył w Polskiej Sile Zbrojnej.

## Służba w Wojsku Polskim
11 listopada 1918 rozpoczął służbę w Wojsku Polskim. Początkowo był adiutantem Dowództwa Okręgu Generalnego Warszawa. Następnie 2 grudnia 1918 awansowany na kapitana piechoty, od stycznia 1919 dowodził batalionem wchodzącym w skład 33 pułku piechoty. 1 kwietnia 1920 został awansowany na majora, przez pewien okres był dowódcą 33 pułku piechoty walczącego podczas wojny polsko–bolszewickiej. Potem na stanowisku kierownika Referatu Przysposobienia Wojskowego i Wychowania Fizycznego w Oddziale III Sztabu Generalnego. 31 marca 1924 roku został awansowany na podpułkownika ze starszeństwem z 1 lipca 1923 roku i 68. lokatą w korpusie oficerów piechoty. W listopadzie 1925 roku został przesunięty z Oddziału III SG do Departamentu Piechoty Ministerstwa Spraw Wojskowych. 12 marca 1926 roku został zatwierdzony na stanowisku szefa Wydziału PW i WF Departamentu Piechoty MSWojsk. Był piłsudczykiem – podczas zamachu majowego opowiedział się po stronie zwolenników Józefa Piłsudskiego. Od 30 kwietnia 1930 w stanie spoczynku (ze względu na stan zdrowia). W latach 30. był członkiem zarządu głównego Związku Strzeleckiego.

## Działalność społeczna i zawodowa
Początkowo pracował w sekretariacie generalnym Banku Gospodarstwa Krajowego. Od kwietnia 1934 w Ministerstwie Skarbu, a następnie (od 1935) sprawował funkcję przewodniczącego Ogólnopolskiego Komitetu Pożyczki Narodowej. Od 15 lutego 1937 do wybuchu II wojny światowej był dyrektorem Polskiego Instytutu Rozrachunkowego.
Po niemieckim ataku na Polskę we wrześniu 1939 zgłosił się do służby w dowództwie Frontu Południowego. Gdy jego oddział został okrążony przez Wehrmacht, próbował przedrzeć się do Lwowa i wziąć udział w obronie miasta. Został zamordowany przez Ukraińców 17 lub 18 września 1939. Pochowany w grobowcu rodzinnym Zandów na cmentarzu Powązkowskim (kwatera 284 a wprost-5-18).

## Rodzina
Pochodził z rodziny żydowskiej. Jego ojciec, August (1849–1942), był synem rabina z Mińska, który dorobił się fortuny na handlu nieruchomościami. August Minkowski wraz z żoną Teklą z Lichtenbaumów zmarli w 1942 w getcie w Otwocku. Anatol miał trzech braci: Mieczysława, szwajcarskiego neurologa, Eugeniusza, polsko-francuskiego psychiatrę i Pawła, posła na Sejm, wiceministra skarbu. Anatol i Paweł przeszli na katolicyzm, pozostali bracia pozostali wierni judaizmowi. 
Od 8 września 1912 Anatol był żonaty z Anną z Zandów, z którą miał dwójkę dzieci: Jana Michała, który wyjechał do USA i Antoninę Marię (ur. 1917).

## Ordery i odznaczenia
- Krzyż Srebrny Orderu Virtuti Militari[1] nr 3603
- Krzyż Niepodległości (6 czerwca 1931)[9]
- Krzyż Oficerski Orderu Odrodzenia Polski (10 listopada 1928)[10]
- Krzyż Walecznych (czterokrotnie)[1]
- Medal Pamiątkowy za Wojnę 1918–1921[1]
- Medal Dziesięciolecia Odzyskanej Niepodległości[1]
- Order Krzyża Orła III klasy (Estonia, 1932)[11]